# Ernest Tubb

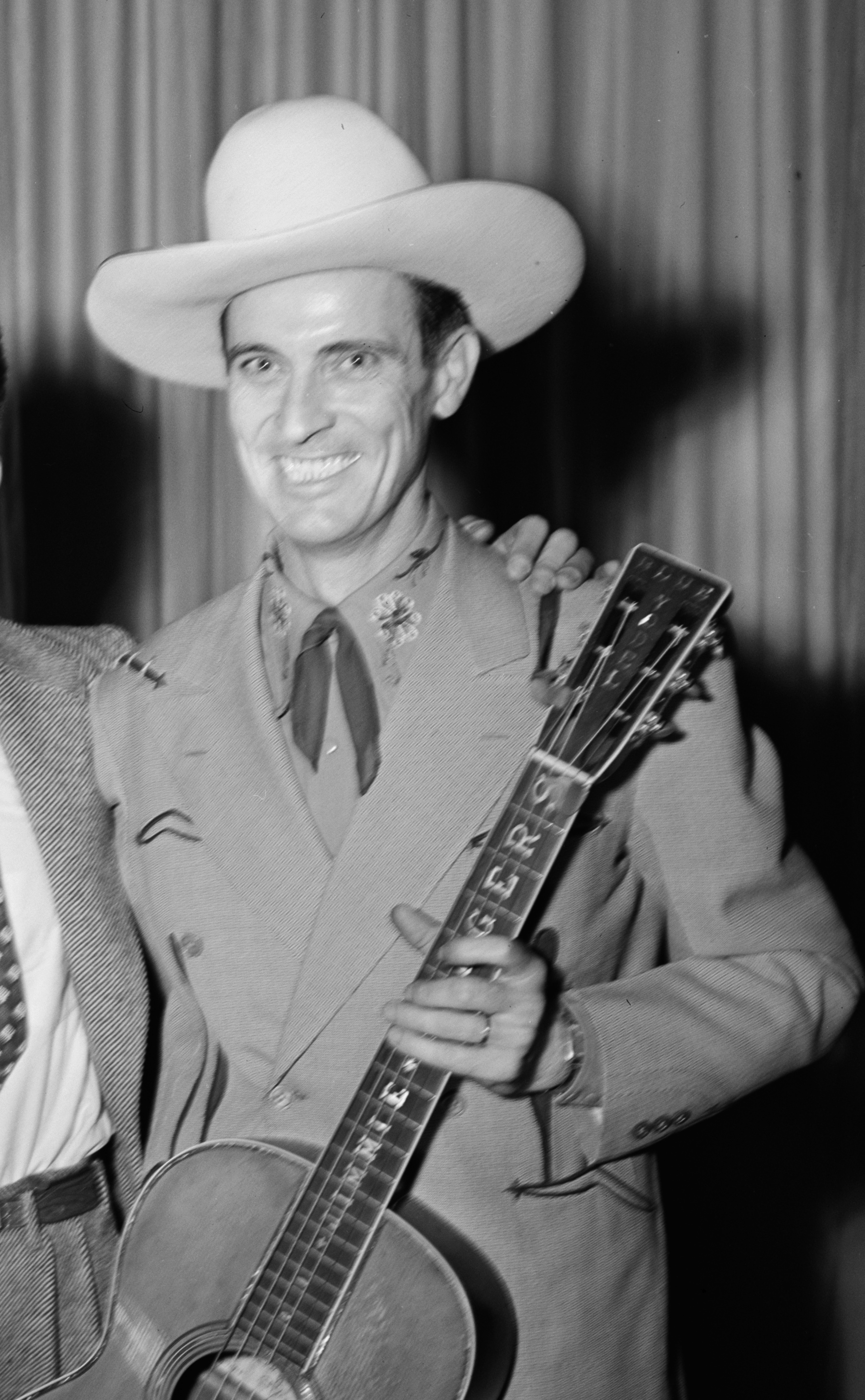
Ernest Tubb

Ernest Dale Tubb, přezdívaný též Texaský trubadúr (9. února 1914, Cris, Texas, USA – 6. září 1984, Nashville, Tennessee, USA) byl americký zpěvák a skladatel, jeden ze zakladatelů americké country hudby, člen Grand Ole Opry.
Pocházel z chudé farmářské rodiny, jeho otec byl pachtýř, tedy prostý zemědělský nájemce, který se dost často stěhoval z místa na místo. V mládí byl ovlivněn zejména zpívajícím brzdařem Jimmie Rodgersem, kterého se snažil napodobovat, učil se zpívat, jódlovat a hrát na kytaru. V roce 1933 dostal svoji první práci zpěváka v místní rozhlasové stanici v San Antoniu, což ale tehdy byla dost špatně placená práce, takže si musel dále přivydělávat jako dělník a prodavač.
V roce 1936 navázal přátelství s vdovou po Jimmie Rodgersovi, která mu posléze pomohla s vydáním jeho prvních dvou desek u společnosti RCA, které ale nebyly příliš úspěšné. V roce 1939 po závažné operaci hlasivek se začal více věnovat skladatelské činnosti. V roce 1940 začal nahrávat pro novou společnost Decca, v roce 1943 se stal členem Grand Ole Opry. Jeho nejplodnější období nastalo po 2. světové válce, na konci 40. let a pokračovalo i v 50. letech 20. století, kdy napsal desítky známých countryových hitů.

## Singly
- 1936 – The Passing Of Jimmie Rodgers / Jimmie Rodgers' Last Thoughts
- 1936 – The T.B. Is Whipping Me / Since That Black Cat Crossed My Path
- 1940 – Blue Eyed Elaine / I'll Get Along Somehow
- 1940 – I'll Never Cry Over You / You Broke My Heart
- 1942 – E.T. Blues / Walking The Floor Over You
- 1943 – Try Me One More Time
- 1944 – Soldier's Last Letter / Yesterday's Tears
- 1945 – Keep My Mem'ry In Your Heart / Tomorrow Never Comes
- 1945 – Careless Darlin'
- 1945 – It's Been So Long Darling
- 1946 – Rainbow At Midnight
- 1946 – Filipino Baby / Drivin' Nails In My Coffin
- 1947 – Don't Look Now (But Your Broken Heart Is Showing) / So Round, So Firm, So Fully Packed
- 1947 – I'll Step Aside
- 1948 – Seaman's Blues
- 1948 – You Nearly Lose Your Mind
- 1948 – Forever Is Ending Today / That Wild And Wicked Look In Your Eye
- 1948 – Have You Ever Been Lonely? (Have You Ever Been Blue) / Let's Say Goodbye Like We Said Hello
- 1949 – Till The End Of The World / Daddy, When Is Mommy Coming Home?
- 1949 – That's All She Wrote / Why Should I Cry Over You
- 1949 – I'm Bitin' My Fingernails And Thinking Of You / Don't Rob Another Man's Castle
- 1949 – Mean Mama Blues
- 1949 – Slipping Around / My Tennessee Baby
- 1949 – My Filipino Rose / Warm Red Wine
- 1949 – Blue Christmas / White Christmas
- 1949 – Tennessee Border No. 2 / Don't Be Ashamed Of Your Age
- 1950 – Letters Have No Arms / I'll Take A Back Seat For You
- 1950 – I Love You Because / Unfaithful One
- 1950 – Throw Your Love My Way / Give Me A Little Old Fashioned Love
- 1950 – Goodnight Irene / Hillbilly Fever No. 2
- 1950 – You Don't Have To Be A Baby To Cry
- 1950 – (Remember Me) I'm The One Who Loves You
- 1950 – Blue Christmas
- 1951 – Don't Stay Too Long
- 1951 – The Strange Little Girl
- 1951 – Hey La La
- 1951 – Driftwood On The River
- 1952 – Too Old To Cut The Mustard
- 1952 – Missing In Action
- 1952 – Somebody's Stolen My Honey
- 1952 – Fortunes In Memories
- 1953 – No Help Wanted
- 1953 – Divorce Granted
- 1954 – Two Glasses, Joe
- 1955 – The Yellow Rose Of Texas
- 1955 – Thirty Days (To Come Back Home)
- 1957 – Mr. Love / Leave Me
- 1957 – My Treasure / Go Home
- 1957 – Geisha Girl / I Found My Girl In The U.S.A
- 1958 – House Of Glass / Heaven help Me
- 1958 – Hey Mr. Bluebird / How Do We Know
- 1958 – Hey, Mr. Bluebird
- 1958 – Keep Purple Blues / Half A Mind
- 1958 – What Am I Living For / Goodbye Sunshine Hello Blues
- 1959 – I Cried A Tear / I'd Rather Be
- 1959 – Next Time / What I Know About Her
- 1960 – Everybody's Somebody's Fool / Let The Little Girl Dance
- 1960 – Live It Up / Accidentally On Purpose
- 1960 – A Guy Named Joe / White Silver Sands
- 1961 – Girl From Abilene / Little Old Band Of Gold
- 1961 – Don't Just Stand There / Thoughts Of A Fool
- 1961 – Through That Door
- 1961 – Christmas Is Just Another Day For Me / Rudolph The Red Nosed Reindeer
- 1962 – I'm Looking High And Low For My Baby / Show Her Lots Of Gold
- 1963 – Mr. Juke Box / Walking The Floor Over You
- 1963 – Thanks A Lot / The Way You're Living
- 1964 – Be Better To Your Baby / Think Of Me, Thinking Of You
- 1964 – Love Was Right Here All The Time / Mr. & Mrs. Used To Be
- 1964 – Pass The Booze / That's All You'll Ever Be
- 1965 – Do What You Do Do Well / Turn Around, Walk Away
- 1965 – Our Hearts Are Holding Hands / We're Not Kids Anymore
- 1965 – Waltz Across Texas
- 1965 – After The Boy Gets The Ball / It's For God And Country And You Mom
- 1966 – Just One More / Till My Getup Has Gotup And Gone
- 1966 – Another Story, Another Time, Another Place / There's No Room In My Heart (For The Blues)
- 1967 – Beautiful, Unhappy Home / Sweet Thang
- 1968 – Nothing Is Better Than You / Too Much Of Not Enough
- 1968 – I'm Gonna Make More Like A Snake / Mama, Who Was That Man
- 1969 – Tommy's Doll / Saturday Satan Sunday Saint
- 1969 – Somewhere Between / Who's Gonna Take The Garbage Out
- 1970 – Dear Judge / Good Year For The Wine
- 1973 – Texas Troubador / I've Got All The Heartaches I Can Handle
- 1974 – Anything But This / Don't Water Down The Bad News
- 1975 – I'd Like To Live It Again / If You Don't Quit Checkin' On Me (I'm Checkin' Out On You)
- 1977 – Sometimes I Do / Half My Heart's In Texas
- 1979 – Waltz Across Texas
- 1979 – Walkin' The Floor Over You
- 1983 – Leave Them Boys Alone